# Łodzierz
Łodzierz (niem. Hanswalde, kaszb. Łodzérz) – osada w Polsce położona na skraju Pojezierza Bytowskiego, w województwie pomorskim, w powiecie bytowskim, w gminie Miastko, przy trasie drogi wojewódzkiej nr 206.
Do 1954 część miasta Miastko. W latach 1975–1998 miejscowość położona była w województwie słupskim.

## Zabytki
- XIX-wieczny pałac (były internat miejscowej szkoły)

## Oświata
Zespół Szkół Ponadgimnazjalnych w Łodzierzy